# 台灣民俗村
台灣民俗村是一個由文化面出發，結合歷史、古蹟、民俗、文化、教育、遊樂、休閒等多功能的遊樂園區，位於彰化縣花壇鄉東方、八卦台地一處山谷裡，是八卦山風景區所屬的八卦山大佛遊憩區景點之一。園區後方有縣道139號經過，但園區大門設立於三芬路，故主要交通是仰賴彰60線進出。

## 歷史
- 1987年，台灣民俗村創辦人施金山成立金景山實業股份有限公司，選址於現今所在的園址興建台灣民俗村。
- 1989年台灣民俗村正式動工，1993年12月11日正式啟用，園區總面積達52公頃，大門是仿造清代彰化縣城西門，門上匾「慶豐門」三字，整座城門是園區出入口的象徵。1999年遭受921大地震而中斷營運，2003年恢復營運。
- 施金山於2007年去世後，台灣民俗村因經營不善，負債新台幣30億元，遭到法院拍賣，由大佛山股份有限公司負責人黃愛倫（妙天禪師女兒）以新台幣15億6千多萬元取得債權。2011年10月底辦理產權移轉後，台灣民俗村改由大佛山股份有限公司經營。
- 2012年3月13日起，台灣民俗村除拍片劇組外，暫停開放；嘯月山莊休閒渡假飯店仍正常營運。
- 2013年4月18日，台灣民俗村產權人日榮資產管理公司將臺灣鐵路管理局舊有的建築站體新北投車站無償捐贈給台北市政府，2017年4月1日在台北捷運新北投車站旁的七星公園內。2013年7月1日，彰化縣政府將台灣民俗村內的原北斗奠安宮、原麻豆林家古厝以及原嘉義廖氏診所登錄為彰化縣歷史建築。大佛山公司同意將老廟無償贈還北斗奠安宮，廟方計畫出資將老廟遷回奠安宮停車場。
- 2019年11月，北斗奠安宮先將台灣民俗村原北斗奠安宮內的媽祖回鑾至北斗新廟內，舊廟則規劃遷回中。
- 2020年1月17日，台灣民俗村拆除工程未向彰化縣政府申請，彰化縣政府勒令停工並開罰新台幣3萬元。[1]

## 園內文化資產
- 柳營劉氏洋樓（劉神嶽宅，2020年遭拆毀） [2]
- 鹿港施家古厝（2020年遭拆毀） [2]
- 斗六一條龍（蔡得坤宅，2020年遭拆毀） [2] [3]
- 嘉義一條龍（施庭獻宅，2020年遭拆毀） [2] [3]
- 彰化三合院（林泉州宅，2020年遭拆毀） [2] [3]
- 嘉義蔡家古厝（留月山莊）
- 台中武德殿（金鳳山員林寺）遺構
- 新北投車站（2013年歸還臺北市政府，2018年登錄為臺北市歷史建築）
- 麻豆林家古厝（彰化縣歷史建築[4]）
- 嘉義廖氏診所（彰化縣歷史建築[5]）
- 北斗奠安宮媽祖廟（彰化縣歷史建築[6]，2019年歸還北斗奠安宮）
- CT273蒸汽機車（歸還台鐵局）

## 外部連結
- 日華大飯店（原嘯月山莊）網站